# Kafr Dżum Gharbijja
Kafr Dżum Gharbijja (arab. كفر جوم غربية) – wieś w Syrii, w muhafazie Aleppo. W 2004 roku liczyła 778 mieszkańców.